# Ruf BTR
O Ruf BTR (Gruppe B Turbo RUF) é um automóvel esportivo construído pela Ruf Automobile da Alemanha começando em 1983, baseado Porsche 911 dos anos de 1978-1989 , disponível em uma configuração simples do 911 ou com uma configuração adicional no Turbo (o arraste produz uma diferença de 12.5 mph (20km/h) na velocidade máxima). 
O Ruf BTR foi o primeiro carro com a numeração de fabricante Ruf VIN, a construção de cada veículo começou ao nível de chassi. Cerca de 20-30 carros foram construídos dessa forma, provavelmente ainda mais foram convertidos por clientes. 
Em 1984, o Ruf BTR ganhou o prêmio de "um dos carros mais rapidos do mundo" concurso da revista Road & Track com 10 mph (16 km/h) de liderança e também dominou os ensaios de aceleração. O mesmo fazia 0-60 mph (97 km/h) em 4.7s, 0-100 mph (161 km/h) em 10.4s, 1⁄4 milha (402 m) iem 13.3s alcançando 110 mph (177 km/h) e assegurando uma velocidade máxima de 186.2 mph (300 km/h).
Na disputa três anos após 1984, o mesmo carro, com 211,000 milhas  fora da competição  fez 187 mph (300 km/h), ainda capaz de superar a maioria dos novos carros, incluindo o Lamborghini Countach 5000 QV, AMG Martelo, Ferrari 288 GTO, Ferrari Testarossa e Isdera Imperator 108i, apenas o Porsche 959, o RS-Porsche e o Ruf CTR foram mais rápidos. 
No Auto, Motor und Sport 22/1984 um Ruf BTR definiu um novo recorde de aceleração de 0-100 km/h  para carros de produção testados pela revista.

0 100 km/h (62,1 mph) em 4,6 segundos 
 0 a 200 km/h (124,3 mph) em 15.5 segundos 
 0 1 000 m (0,62 mi) em 23.0 segundos.

## Desempenho
Os resultados do teste da versão sem modificação no turbo:
- 0–30 mph (48 km/h): 1.6 s [4]
- 0–60 mph (97 km/h): 4.3 s  [4]
- 0–100 mph (161 km/h): 9.6 s  [4]
- 0–130 mph (209 km/h): 16.9 s  [4]
- 0–150 mph (241 km/h): 24.3 s  [4]
- 1⁄4 mile (402m): 12.5 s @ 112 milhas por hora (180 km/h)  [4]
- Velocidade máxima: 190 mph (305 km/h) [5]